# Уранометрия 2000.0
«Уранометрия 2000.0» («Uranometria 2000.0») — атлас звёздного неба эпохи 2000.0, подготовленный голландским художником Вилем Тирионом (англ.), и изданный в 1987 году американским издательством Willmann-Bell, специализирующемся на астрономической литературе.
Атлас Тириона, уважаемый астрономами за точность и красоту, снабжён подробными таблицами и разнообразными индексами. Во второй том вложены три прозрачные накладки, предназначенные для точных измерений. «Уранометрия 2000.0» содержит более 280 тысяч звёзд и более 30 тысяч объектов глубокого космоса — в частности, все объекты каталогов Мессье и NGC.
Первое издание вызывало ряд нареканий, исправленных во второй (современной) редакции. Например, для просмотра карт слева направо атлас приходилось листать назад, по направлению к первой странице.

## Вторая редакция «Уранометрии 2000.0»
Вторая (исправленная и наиболее полная) трёхтомная редакция «Уранометрии 2000.0», вышла в 2001 году под названием «Uranometria 2000.0 Deep Sky Atlas» и содержит на 220 разворотах формата A3 280 035 звёзд обоих полушарий величиной до 9,75m в масштабе 1,85 см на градус склонения. 26 избранных мест изображено в двойном или тройном масштабе, позволившем изобразить звёзды до 11,0m (проницающая сила 50-мм бинокля или искателя).
Первый том атласа представляет собой карты северного полушария до −6°. Второй том изображает южное полушарие до +6°. Таким образом экваториальная полоса +6°…−6° представлена в обоих томах «Уранометрии 2000.0». Также каждый из двух томов начинается с двух более крупных карт, содержащих звёзды до 5,5m (на четырёх страницах A4) и 6,5m (на 22 страницах A4). Эти вспомогательные карты используются в качестве индекса к основным 220 картам атласа, а также изданы отдельно под названием атлас «Ярких звёзд» (Bright Star Atlas).
Особое внимание в атласе уделено объектам глубокого космоса, их во второй редакции более 30 тысяч — во много раз больше, чем в любом другом бумажном атласе. В частности, на карты нанесены:
- 25 895 галактик, а также 671 скоплений галактик из каталогов Эйбелла 1958 и 1989 годов
- 1617 рассеянных и 170 шаровых звёздных скоплений, включая скопления Магеллановых облаков
- 14 звёздных облаков (англ. star cloud)
- 377 ярких, 367 тёмных и 1144 планетарных туманностей
- около 260 источников радиоизлучения, около 35 рентгеновских источников, а также известные квазары

При нанесении на карту протяжённых объектов учитывалось не только их положение, но также размер, форма и ориентация. Эти изображения выравнивались вручную, чтобы соответствовать цифровым фотографиям звёздного неба (DSS), опубликованным в 1994 году. Третий том «Уранометрии 2000.0» составляет путеводитель по объектам глубокого космоса — Deep Sky Field Guide, состоящий из таблиц с научными данными об объектах, изображённых в первых двух томах.
В каждом из трёх томов присутствуют индексы, помогающие быстро найти нужную страницу атласа:
- звёзды, по латинскому названию (тома I и II)
- звёзды, по созвездиям и обозначениям Байера (тома I и II)
- объекты глубокого космоса, по английскому названию
- объекты глубокого космоса, по номеру в каталоге Мессье
- объекты глубокого космоса, по номеру в каталогах NGC и IC (тома I и II), а также других каталогах (том III)

## «Уранометрия 2000.0» в контексте других атласов звёздного неба
Название отсылает к знаменитому атласу «Уранометрия», изданному в 1603 году Иоганном Байером. Через 400 лет для построения «Уранометрии 2000.0» были использованы технологии, недоступные во времена Байера и других картографов прошлого:
- компьютерная графика,
- точные электронные каталоги Hipparcos и Tycho-2 (см. англ. Tycho-2 Catalogue), данные для которых собраны европейскими космическими аппаратами, а также
- сведения из четвёртой редакции советского каталога ОКПЗ (см. Общий каталог переменных звёзд).

Издатели утверждают, что атлас «Уранометрия 2000.0», как и его знаменитый предшественник, задаёт новый стандарт качества, отражая развитие современных ему технологий — в частности, прорыв в качестве массово производимых телескопов, широко доступных любителям астрономии. Интересы любителей учитывались при подготовке атласа. При решении вопроса о включении в атлас объекта глубокого космоса играла роль его видимость в любительские телескопы.
«Уранометрия 2000.0» чрезмерно подробна для начинающих любителей астрономии, а также тяжела и громоздка для постоянного использования на выездных наблюдениях. Например, знаменитая фигура из семи ярких звёзд, образующая на небе очертания созвездия Ориона занимает четыре разворота из двух разных томов. Для начального знакомства со звёздным небом можно рекомендовать более крупномасштабные атласы, в которых звёзды ограничены 6,5m или даже 5m — атласы акад. Михайлова, использующие русскую научную терминологию, или англоязычный атлас «Ярких звёзд» Вила Тириона.
Из бумажных атласов «Уранометрия 2000.0» сравнима с объёмным звёздным атласом «Миллениум»  (англ.), официальным атласом проекта Hipparcos. На 1548 листах «Миллениум» содержит более миллиона звёзд каталогов Hipparcos и Tycho-2 до 10-11m, но меньше 10 тыс. объектов глубокого космоса. В частности, из атласа исключено заметное число тусклых объектов каталога NGC. Также, в отличие от «Уранометрии 2000.0», «Миллениум» имеет проблемы с обозначением и изображением двойных и переменных звёзд, связанные с недостатками кратковременных спутниковых наблюдений.
Наследуя все преимущества бумажных атласов прошлого, «Уранометрия 2000.0» всё же уступает электронным планетариям (Stellarium, WikiSky, RedShift и т. д.),
- генерирующим в нужном масштабе и реальном времени картинку любого участка неба с учётом положения наблюдателя и местного времени,
- способным вычислять координаты планет и спутников, астероидов и комет, а также
- отображать намного менее яркие звёзды и галактики из обновляемых каталогов.

## Об авторе атласа
Вил Тирион родился 19 февраля 1943 года. Женат, имеет двоих детей и внука. Проживает в небольшом городе Капелле-ан-ден-Эйссел, Южная Голландия. 1 сентября 1993 года в его честь астероид № 4648, открытый 18 октября 1931 года, был назван Тирионом (англ. Tirion).
Работа Тириона над звёздными атласами началась в 1977 году, как хобби. После публикации в 1981 году популярного рукописного «Sky Atlas 2000.0» обрёл имя и стал получать заказы от различных издательств по изготовлению звёздных атласов и карт. В 1983 году Вил Тирион ушёл с работы художника-дизайнера, в возрасте 40 лет став профессиональным картографом звёздного неба. В начале 2000-х сменил свой стол для рисования тушью на компьютер Macintosh.
«Уранометрия 2000.0» — самая объёмная и известная электронная картографическая работа Тириона, использующая точнейшие научные данные из современных звёздных каталогов Европы и России. Атлас подготовлен Вилом Тирионом в соавторстве с George Lovi и Barry Rappaport, по просьбе Perry Remaklus — президента издательства Willmann-Bell, Inc.
Третий, справочный том, атласа подготовлен Emil Bonanno, автором коммерческого электронного планетария «Megastar: A Sky Atlas for Windows», в соавторстве с Murray Cragin’ом. Специально изменённая версия программы Megastar была использована для построения карт «Уранометрии 2000.0».

## Атлас в России
Атлас «Уранометрия 2000.0» использует английский язык и латинскую терминологию (см. Astronomical naming conventions), принятую в астрономии. В частности, созвездие Большой Медведицы обозначено в «Уранометрии 2000.0», как Ursa Major, а звезда Арктур названа Arcturus.
По состоянию на октябрь 2009 года атлас «Уранометрия 2000.0» не переводился ни на русский, ни на другие языки. Последние 20 лет российские любители астрономии, как и их зарубежные коллеги, для наблюдения объектов глубокого космоса используют электронные планетарии и американское издание атласа.
Из многочисленных картографических работ Вила Тириона на русский язык в 2007 году была переведена английская книга Сторма Данлопа «Атлас звёздного неба» («Atlas of the Night Sky», HarperCollins Publishers, 2005), содержащая два полных комплекта карт со звёздами до 6,5m (20 карт) и 7,5m (по созвездиям), а также отдельные вставки со звёздами до 8-10m.
В книге «Атлас звёздного неба» карты переведены на русский язык частично. Названия звёзд, туманностей и скоплений приводятся на русском языке. Названия созвездий подписаны на латинском языке. В сопроводительном тексте приводятся как латинские, так и русские названия созвездий.